# Дзвінка Торохтушко

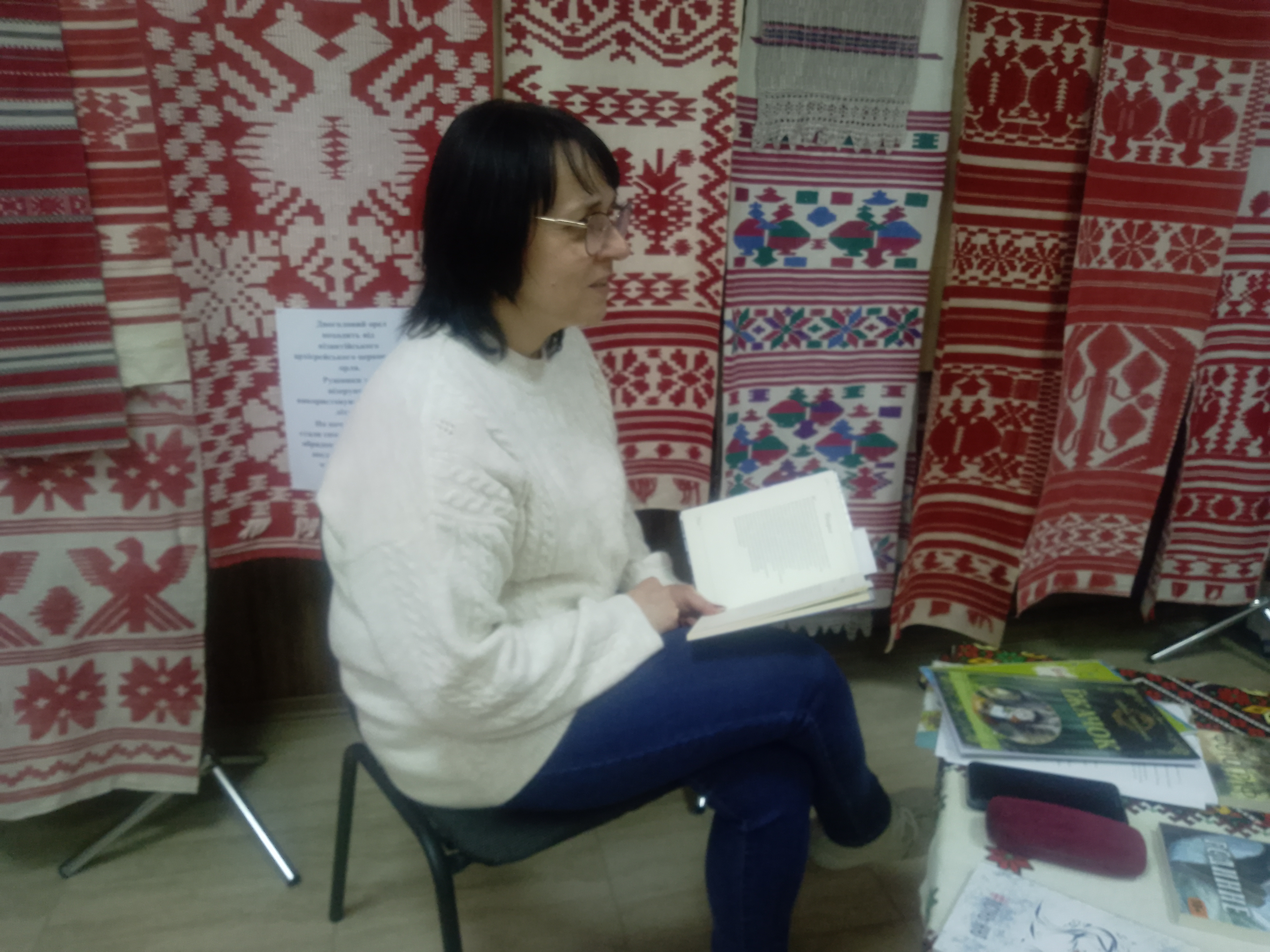
Літературний променад із Дзвінкою Торохтушко у Тернопільській міській бібліотеці-філії № 4

Дзві́нка Торохту́шко (ім'я при народженні — Любо́в Бори́сівна Ни́жник, у шлюбі — Бура́к; 2 лютого 1972, м. Кременець, Тернопільська область) — українська поетеса, письменниця, журналістка, перекладачка, блогерка.

## Життєпис
Народилася 2 лютого 1972 року в містечку Кременець на Тернопільщині, де пішла до школи. Читати навчилася у віці 3 роки. Через рік — самотужки записалася до бібліотеки. Батьки розлучилися, коли Любі було лише три місяці. Дитинство в товаристві матері та бабусі було непростим, зростала в середовищі, де треба було вміти за себе постояти. Бійки та суперечки з хлопцями іноді приводили до відділу міліції. Починаючи з 12 років, Люба почала відвідувати гурток юних журналістів. Перші дитячі публікації принесли перші скромні гонорари, які були вкрай потрібні для сім'ї, що мала дуже скромні статки на той час. Перші піонерські статті побачили світ у кременецькій районній газеті «Прапор перемоги». Пізніше почали появлятися видання в тернопільських, рівненських, збаразьких і шумських часописах.
Після школи спробувала вступити до Тернопільського педінституту. Спроба, не зважаючи, навіть, на грамоту переможця республіканської олімпіади з української мови, виявилася невдалою. Потім була робота в кременецькому закладі громадського харчування (продавчиня, мийниця посуду, секретарка комсомольської організації). Проте, комсомольська кар'єра не склалася. На дворі був уже 1990 рік. Насувався час змін і національного відродження.
З майбутнім чоловіком Люба познайомилася на найпершому в Кременці екологічному мітингу. Саме на ньому вперше прозвучали в Кременці вірші Стуса, повстанські пісні та гасло «Слава Україні». Чоловік у 1994 році закінчив семінарію, його направили служити до міста Дніпродзержинськ. Так родина опинилась на сході України. 1999 року родина переїхала до Кам'янця-Подільського. З 2008 року родина живе у місті Тернопіль. 
Починаючи з 1991 по 2009 рік, у родині народилося шестеро дітей. Попри це, Любов Бурак знаходила сили й час для самоосвіти та професійного вдосконалення. Вона самотужки почала вивчати слов'янські мови (польську, чеську, словацьку, хорватську). Вдосконалювала мовні навички через живе спілкування з римо-католицькими священниками та монахинями. Почала читати в оригіналі тексти, написані різними мовами, займатися перекладацькою роботою. Саме ці навички впродовж кількох років дозволяли їй у такий спосіб заробляти на життя.
Вся родина Л. Бурак брала активну участь у подіях Революції гідності, а пізніше і війни на сході України. Активно займалася волонтерською діяльністю і допомагала нашим бійцям. Чоловік Л. Бурак — військовий капелан Майдану, а згодом Правого Сектора і 5 ОБАТу УДА. Два старші сини Дзвінки Торохтушко служили на сході України.
Дзвінка Торохтушко — кума лідера Правого сектора Дмитра Яроша.
З травня 2024 року член редакційної ради художньо-аналітичного альманаху «Кременецький культурний контекст».

## Псевдонім
Дзвінкою, за словами самої Л. Бурак, її дуже хотів назвати батько, проте, бабуся не дала на це згоди. Другу частину псевдо фактично придумав ще під час навчання Л. Бурак у Кременецькій школі № 1 її улюблений вчитель української мови і літератури Володимир Михайлович Мазурчук. Формальною підставою для такого ласкавого «прозвиська» була неймовірна допитливість, балакучість та дитяча непосидючість Люби у шкільні роки. Повна версія псевдо появилася як нікнейм користувача у Фейсбук.

## Творчий доробок
Дзвінка Торохтушко — авторка та співавторка численних поетичних, прозаїчних творів, перекладів, казок, віршів для дітей, новел тощо.
Найбільш відомі з них:
- поетична збірка «Заквітну деревієм» (1993);
- поетична збірка «Звуки та знаки» (1994);
- казка «Світлячок-охоронець» (2015);
- книга віршів (у співавторстві) «Час В» (2015);
- книга віршів (у співавторстві) «Голос крові» (2015);
- роман «Масік» (2016);
- казка «Світлячок» (2017);
- збірка новел «Фотограф» (2017);
- збірка віршів для дітей «Дзвінкі вірші» (2017);
- казка «Диво в Ліцейному провулку» (2018);
- казка «Сонечко» (2018);
- збірка інтимної лірики «#Осінь.ню» (2018);
- збірка новел «Питровна» (2018);
- поетична збірка «Молитва» (2019);
- збірка сатиричних новел «Родинне» (2019);
- збірка новел «Нагірна вулиця» (2021);
- казка «Їжачок» (2022);
- казка «Казка про десять тисяч літер» (2022);
- казка «Загублена усмішка» (2023);
- казка «Зозулині черевички» (2024);
- збірка  «Порічкове вино» (2025).

## Magnum opus
Вірш «Молитва» можна вважати найбільш впізнаваним твором Дзвінки Торохтушко. Його було написано у період найбільш запеклої оборони Донецького аеропорту. У 2017 році вірш став піснею. Автор музики — харківський композитор Б. Севастянов. Сучасна пісенна версія «Молитви» є спільним проєктом гуртів «ТаРута» і «Гайдамаки». Пізніше відбулися зйомки кліпу. Його режисер — тернополянин І. Ясній, він же — співрежисер відомого фільму «Добровольці Божої чоти». Пісню «Молитва» сучасні військові капелани вважають своїм славнем.
Власне ставлення до свого найпопулярнішого твору Л. Бурак схарактеризувала такими словами:
|                      | Що із написаного для мене найдорожче? Часто питають читачі. «Молитва»? Ні. Цей вірш-оберіг — це вже щось більше, ніж вірш. І це слава. А я її не прагну зовсім. Хтось би тішився, а мені боляче, коли бійці приносять той вірш, переписаний від руки, показують: ось, ми з ним були ТАМ. Мені боляче, коли пісню «Молитва» співають на похоронах загиблих, чи гравірують на надгробках. Бо я його писала, аби вони жили. |
| — Дзвінка Торохтушко | |

У 2022 році у співпраці з Марічкою Боднар та групою «SVOYA Muzik» була створена нова версія пісні «Молитва». У червні 2023 авторка провідала в госпіталі бійця Михайла Зінченка (позивний Бандерас), чиє фото з татуюванням повного тексту «Молитви» завірусилося в інтернеті.
«Молитву» переклали на польську мову. Переклад зробила літературознавиця Оксана Пухонська.
Олександр Глотов вважає, що вірш міг би стати "важливим елементом літературної освіти"

## Оцінки
|                                                                              | Поетичне слово Дзвінки Торохтушко — гостре й ніжне, парадоксальне й просте, і надзвичайно чесне, до болю чесне. Може тому, що великим болем народжене. Його негайно прагнеш торкнутися власним голосом, поділитися, заразити ним. Деякі з Дзвінчиних віршів — це справжні монологи, сповнені густо збитого драматизму. Я знаю, яка тиша западає в тисячній залі, коли звучать «Курва», «Парамедики» чи «Доброволець», і які вдячні овації лунають по завершенню. Я щаслива, що доля подарувала мені це живе, пульсуюче сучасністю слово і радість ділитися ним! |
| — Ада Роговцева, Народна артистка УРСР, Народна артистка СРСР, Герой України | |

|                                         | Нестандартна їмость, що не цурається «перченого слова» і бойового «суржику», дружина фронтового капелана, кума Дмитра Яроша, мама шістьох дітей, волонтерка, кулінар вищого ґатунку, Інтернет-блогер, авторка поезій, дитячих казок і гострої політичної сатири… |
| — Оля Сагаль, Нова Тернопільська газета | |

|                         | Дзвінка Торохтушко — це наш Остап Вишня в спідниці |
| — Ігор Жук, поет-пісняр |                                                    |

| | Якщо у вас ще нема книжок Дзвінки, то бігом біжіть їх купувати |
| — Руслан Горовий, Заслужений журналіст України, режисер-документаліст, поет і музикант, письменник |                                                                |

## Нагороди та відзнаки
- Медаль «Сильному духом» (2016).
- Переможниця конкурсу воєнної поезії імені Гліба Бабіча (видавництво «Білка»). Нагороду отримала за поезію «Мамо, досить вже, ми — не зайчики…» (2023).
- Всеукраїнська літературно-мистецька премія імені Братів Богдана та Левка Лепких (2024) — за творчість останніх років, зокрема за поетичну збірку «Молитва», збірку новел «Фотограф» та волонтерську діяльність[6].

## Галерея
Фото із зустрічі у бібліотеці ТНЕУ, 23 жовтня 2019 року.

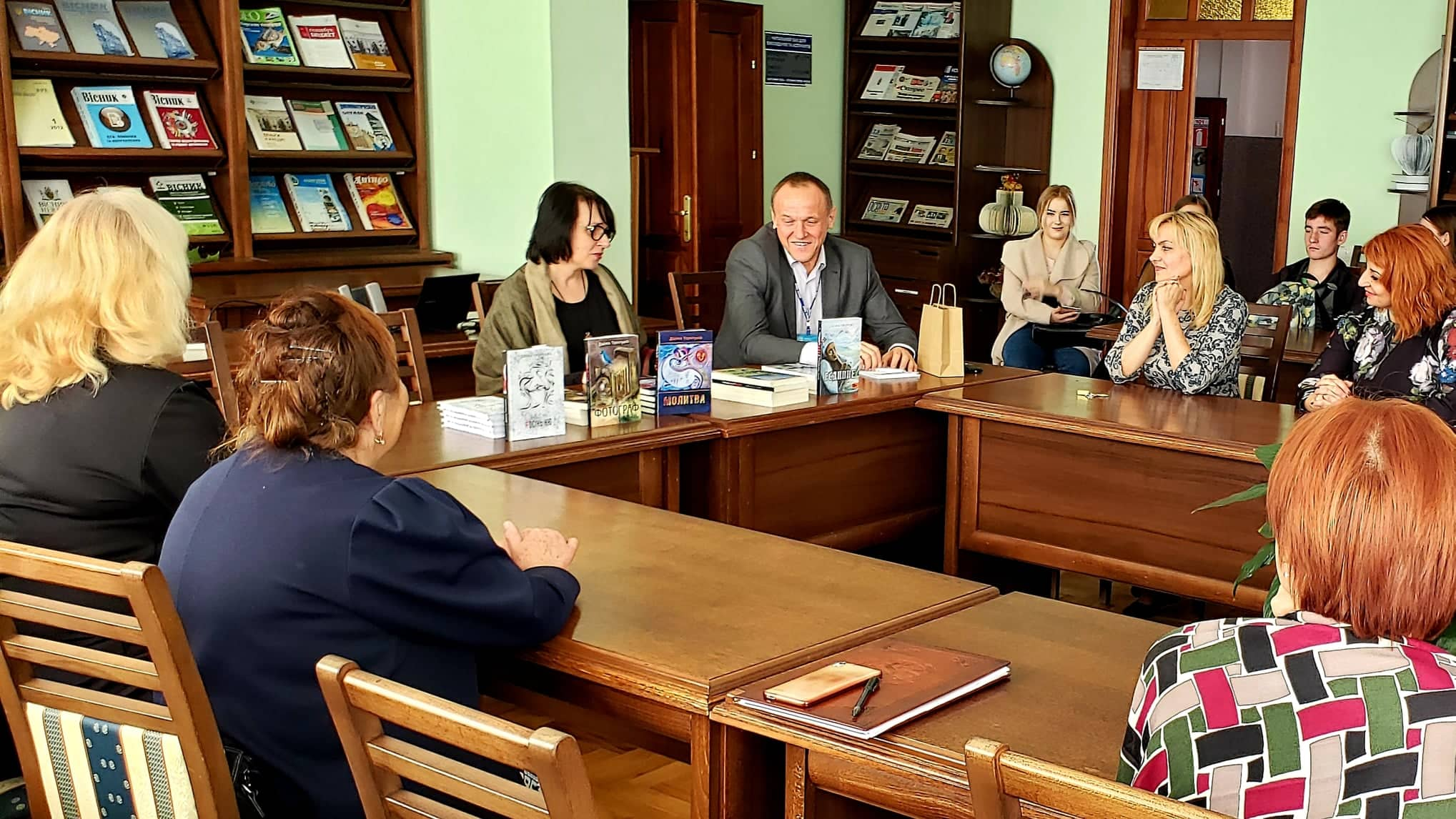
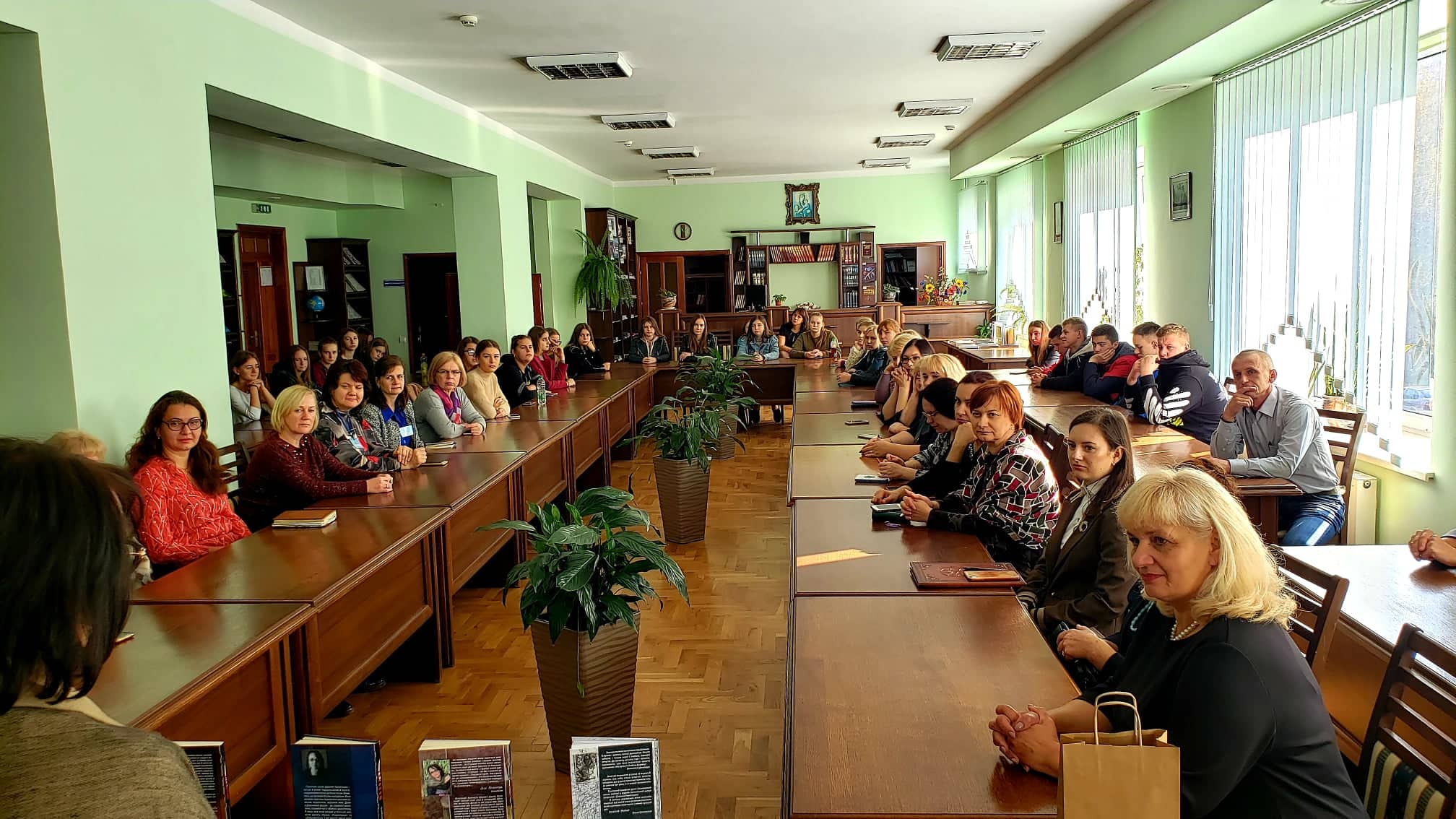
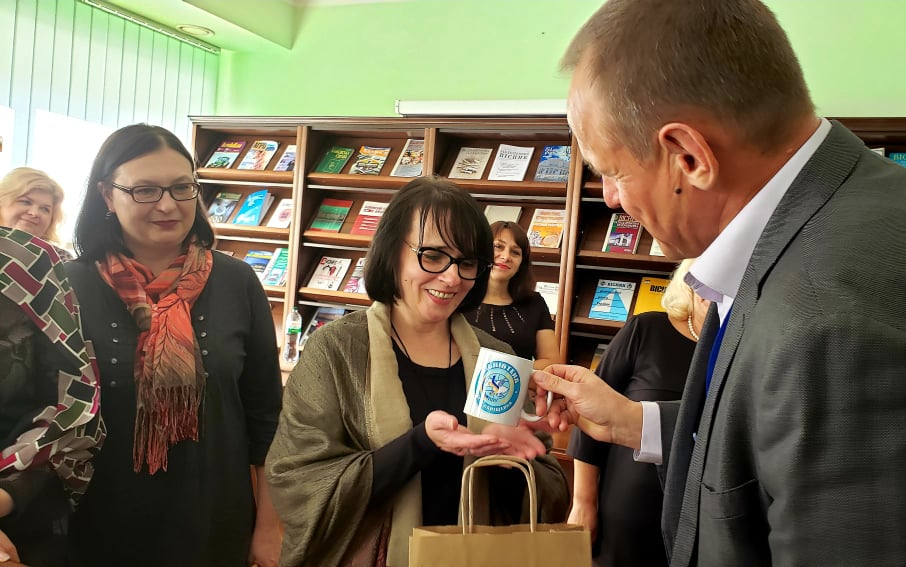
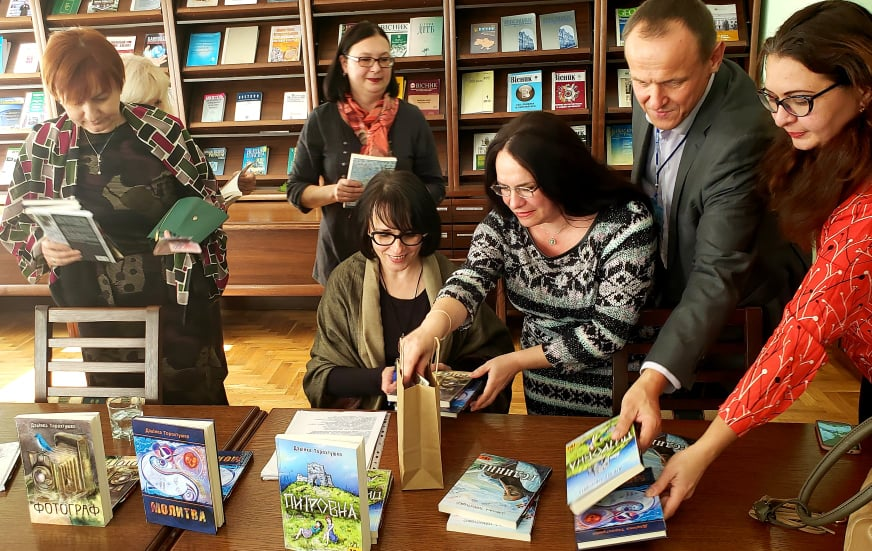
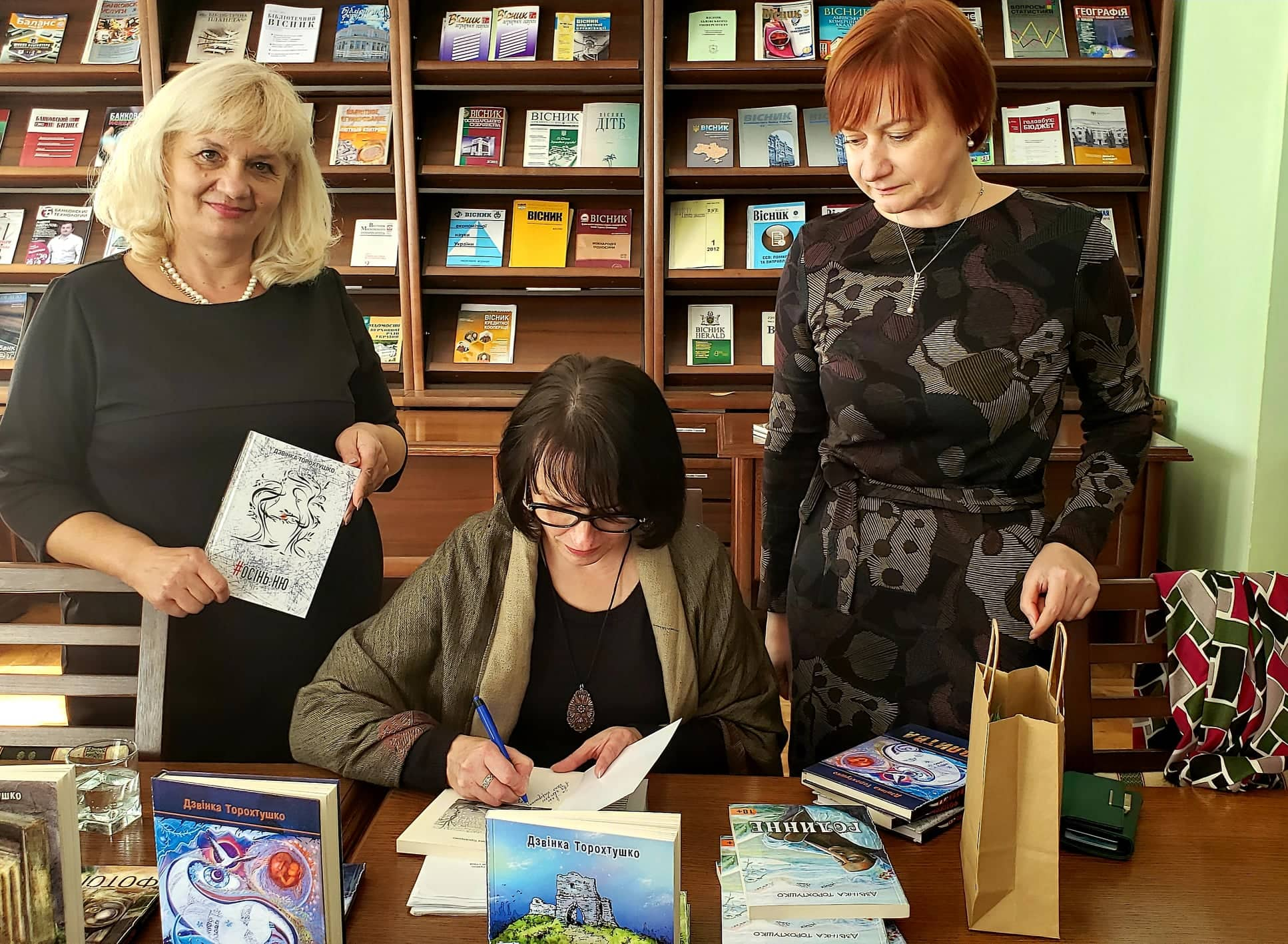
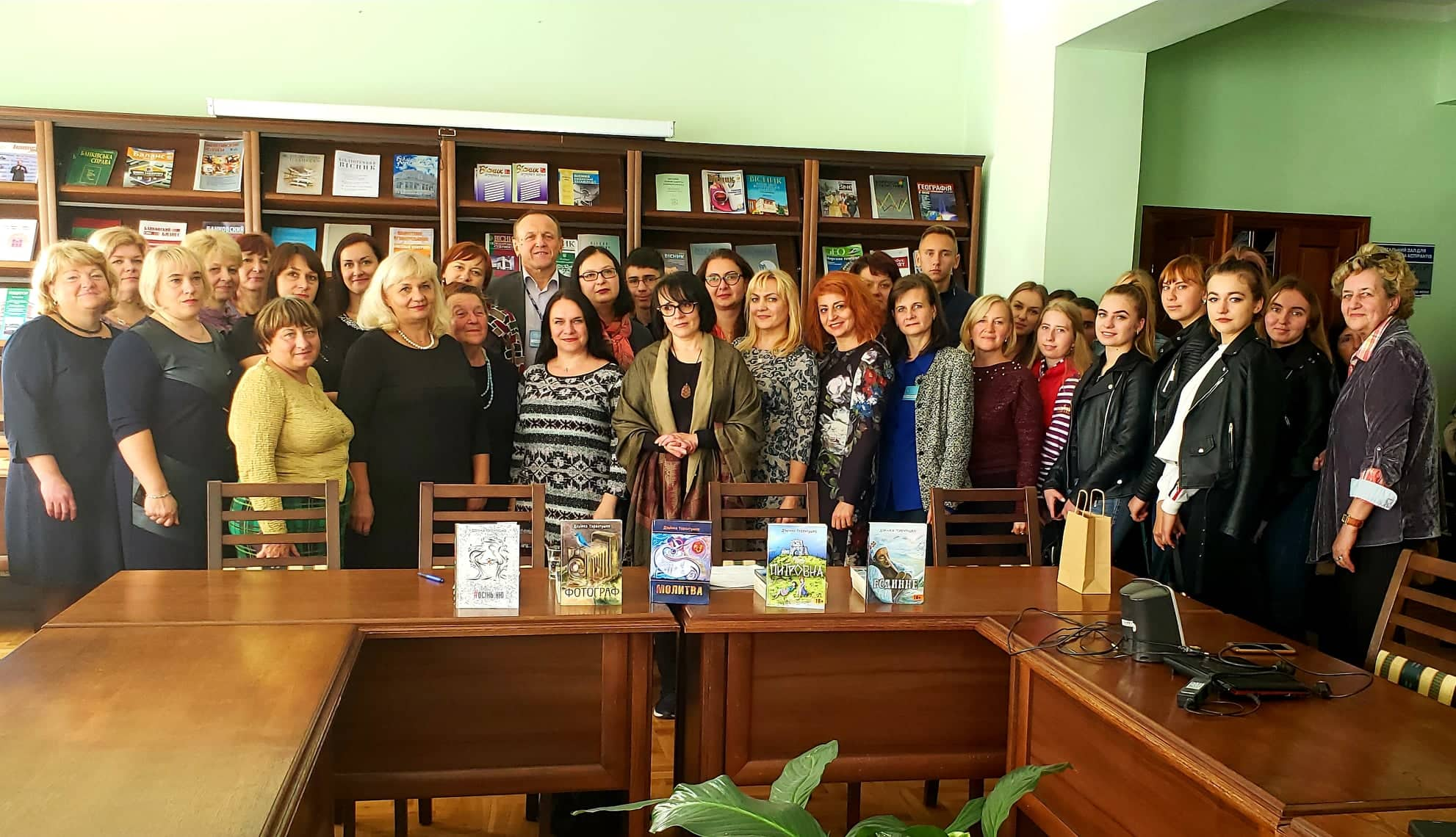